# Edward Etler
Edward Etler vel Kataw Zar (ur. 29 grudnia 1931 jako Edward Grossbaum w Warszawie) – polski reżyser i dziennikarz żydowskiego pochodzenia.

## Życiorys
W czasie okupacji niemieckiej przebywał w warszawskim getcie. Później ukrywał się poza gettem. 
Reżyser i scenarzysta filmów dokumentalnych i fabularnych. Absolwent Państwowej Wyższej Szkoły Filmowej, Telewizyjnej i Teatralnej im. Leona Schillera w Łodzi. W 1968 roku wyemigrował z Polski do Izraela.

## Filmografia
- 1961: Cmentarz Remu – reżyseria, scenariusz
- 1962: Pistolet typu „Walter P-38” – realizacja
- 1963: Kraksa – reżyseria, scenariusz
- 1963: Biały walc – reżyseria, scenariusz
- 1964: Okolice peronów – reżyseria
- 1964: Ludzie liczą – reżyseria
- 1965: Za kierownicą – realizacja
- 1965: Twarz wroga – realizacja, scenariusz
- 1965: Temat: Londyn – reżyseria, scenariusz, zdjęcia
- 1965: Przerwana gra – reżyseria
- 1966: Z powodu papierosa... – reżyseria
- 1966: Judaica – realizacja, scenariusz, zdjęcia
- 1966: Fabryka bez dachu – realizacja, scenariusz
- 1966: 13 piętro – reżyseria, scenariusz
- 1967: S.O.S (Etler Edwart) – reżyseria, scenariusz
- 1967: Brezentowe niebo – realizacja, scenariusz
- 1968: Sprzęt turystyczny – reżyseria, scenariusz
- 1968: Dyrygenci – realizacja, scenariusz
- 1994:	Dzielnica śmierci – reżyseria, scenariusz
- 1996:	Wrócę do nich po śmierci – reżyseria
- 2012: Komeda, Komeda – obsada aktorska
- 2012: Srebrny lis Felicji T. – reżyseria, scenariusz, obsada aktorska

### Etiudy szkolnePWSFTviT
- 1953: Słowo honoru – współpraca operatorska
- 1954: NORD FF1 – zdjęcia
- 1955: Mistrz oślej łączki – zdjęcia
- 1955: I dla nas świeci słońce – zdjęcia
- 1955: Dwie Ewangelie – zdjęcia
- 1956: Wesołe miasteczko – zdjęcia
- 1956: Niebieskie migdały – reżyseria, zdjęcia

## Nagrody filmowe
| Rok  | Festiwal                                                  | Film, Nagroda                                  |
| ---- | --------------------------------------------------------- | ---------------------------------------------- |
| 1962 | Międzynarodowy Festiwal Filmów w Locarno                  | Cmentarz Remu, Nagroda „Srebrny Żagiel”        |
| 1963 | Krakowski Festiwal Filmowy                                | Biały walc, II Nagroda „Srebrny Smok Wawelski” |
| 1996 | Międzynarodowy Festiwal Filmów Katolickich – Niepokalanów | Wrócę do nich po śmierci, Nagroda specjalna    |

## Współpraca z Krzysztofem Komedą
Autorem muzyki do kilku jego filmów z lat 60. był Krzysztof Komeda. W 2008 r. wydawnictwo PowerBros wydało płytę Krzysztof Komeda – Soundtracks From Janusz Morgenstern and Edward Etler Movies.

## Dziennikarstwo
Pod pseudonimem Kataw Zar, korespondent tygodnika „Najwyższy Czas!”, a wcześniej tygodnika „Przegląd” i miesięcznika „Zły”.

## Poruszane tematy
W swoich felietonach w „NCz!” w prześmiewczym stylu opisuje wydarzenia polityczne i społeczne w Izraelu, szczególnie te negatywne: korupcję i nieudolność polityków, stosunek do mniejszości arabskiej i zaniedbanie (zdaniem autora) przez Izrael ocalałych z Holocaustu.

## Styl
Charakterystycznymi elementami stylu Katawa Zara jest ironia, ostrość sformułowań, używanie zwrotów w języku hebrajskim i jidysz. Dodatkowo przez jego artykuły przewijają się pewne słowa-klucze, którymi autor podkreśla swój negatywny i (auto)ironiczny stosunek do opisywanych tematów, m.in.
- pismak „NCz!” (o sobie), Kurnik, Sztejtl (Izrael), żydostan, tropikalni Żydzi (izraelscy Żydzi), tajkuni (izraelscy multimilionerzy, oligarchowie), niedoholokaustowani Żydzi (Żydzi ocalali z holokaustu mieszkający w Izraelu), goj (nie-Żyd), syjonistyczny (jako izraelski)
- izraelscy politycy: Bibi (Beniamin Netanjahu), Olmert Chciwe Łapska (Ehud Olmert), Oszust Pokojowy Peres (Szymon Peres), Ruso-Żyd (Awigdor Lieberman), Kakadu (Cypi Liwni)

## Kontrowersje
W 2005 roku znalazł się (jako ETLER-GROSBAUM EDWARD) na tzw. Liście Wildsteina.
W 2007 roku został oskarżony przez naukowców z Instytutu Nauk Prawnych PAN w raporcie przygotowanym na zlecenie MSWiA o „używanie pogardliwych określeń o charakterze antysemickim”.